# Eastercon
Eastercon este numele folosit pentru convenția națională britanică de science-fiction. Prima întâlnire a avut loc în 1948, la Londra și purta denumirea de Whitcon.
Din 1948 până în anii 1960, convenția a avut loc în timpul vacanței de trei zile de Rusalii, la sfârșitul lunii mai. De atunci, a avut loc în timpul celor patru zile de vacanță de Paște. Convențiile dinainte de anii 1960, în general, considerate a fi fost Eastercon, chiar dacă acestea nu au avut loc în timpul Paștelui.  

## Vezi și
- Convenție SF
- Istoria  științifico-fantasticului